# Robert Farnan
Robert E. Farnan (født 11. juni 1877 i New York, død 10. januar 1939 smst.) var en amerikansk roer, som deltog i OL 1904 i St. Louis.

## Rokarriere
Farnan roede for Seawanhaka Boat Club i fødebyen New York. Sammen med makkeren Joseph Ryan stillede han op i toer uden styrmand ved OL 1904 i en konkurrence, hvor der kun deltog amerikanske både. Farnan og Ryan var hurtigst og vandt med fire længders forspring til John Mulcahy og Bill Varley, mens John Joachim og Joe Buerger blev nummer tre.
Året efter roede Ryan og han sammen med blandt andet Jamie McLoughlin (der også havde deltaget i OL 1904) firer uden styrmand og blev amerikanske mestre i denne båd.